# Atlanta Ruckus
Die Atlanta Ruckus waren ein US-amerikanisches Fußball-Franchise aus Atlanta, Georgia (USA). Das Franchise wurde 1995 gegründet und schon 1998 wieder aufgelöst.

## Geschichte
Das Franchise wurde 1995 gegründet und nahm im selben Jahr erstmals an der A-League, der zweiten Fußballliga in den USA und Kanada teil. In der regulären Saison belegten die Ruckus den 4. Platz. In den Playoffs mussten sie sich im Finale den Seattle Sounders geschlagen geben. 1996 belegte man in der Atlantic Division den 6. und damit letzten Platz. Somit konnten sich die Ruckus nicht für die Playoffs qualifizieren. Auch 1997 und 1998 verpasste das Franchise die Qualifikation für die Playoffs jeweils deutlich.
Daraufhin wurde das Team verkauft. Der neue Besitzer gründete die Ruckus unter dem Namen Atlanta Silverbacks neu. Die Silverbacks gelten als Nachfolgeteam der Ruckus.

## Statistiken

### Saisonbilanz
| Saison | Stufe | Liga     | Regular Season     | Play-offs          | Lamar Hunt U.S. Open Cup | CONCACAF Champions League |
| ------ | ----- | -------- | ------------------ | ------------------ | ------------------------ | ------------------------- |
| 1995   | 2     | A-League | 4. Platz           | Finale             | 2. Runde                 | nicht qualifiziert        |
| 1996   | 2     | A-League | 6. Platz, Atlantic | nicht qualifiziert | nicht qualifiziert       | nicht qualifiziert        |
| 1997   | 2     | A-League | 7. Platz, Central  | nicht qualifiziert | nicht qualifiziert       | nicht qualifiziert        |
| 1998   | 2     | A-League | 6. Platz, Atlantic | nicht qualifiziert | nicht qualifiziert       | nicht qualifiziert        |